# Захарьина-Юрьева, Анастасия Романовна
Анастаси́я Рома́новна, урождённая Заха́рьина-Ю́рьева (2 октября 1531 или 1532 — 7 августа 1560) — первая жена царя Ивана Васильевича Грозного, мать царя Фёдора Иоанновича. Смерть царицы, которую считали отравленной, тяжело отразилась на душевном состоянии Ивана и была одним из обстоятельств, обостривших его борьбу с боярством.

## Биография

### Семья
Анастасия происходила из рода Захарьиных-Юрьевых, впоследствии прозывавшихся Романовыми. Её отец, Роман Юрьевич Кошкин-Захарьев-Юрьев, был окольничим при Василии III, из-за своей ранней смерти особо ничем не отличившимся, а её дядя состоял при малолетнем Иване IV в качестве опекуна.
Днëм её рождения, по-видимому, было 2 октября; её святой покровительницей, возможно, могла быть святая Устина (в честь которой посвящена одна из церквей храма Василия Блаженного).
Благодаря браку Анастасии произошло возвышение рода Романовых, а в 1598 году, после пресечения московской линии Рюриковичей, близкое родство с последним царём Фёдором дало основания Романовым претендовать на престол. Избранный в 1613 году первый царь из дома Романовых Михаил Фёдорович — внучатый племянник Анастасии Романовны, внук её брата, Никиты.

### Свадьба
Была младшей из двух дочерей. После смерти отца в 1543 году жила с матерью. Будущая царица Анастасия славилась своей красотой. Очень невысокого роста, она обладала правильными чертами лица, длинными густыми тёмными волосами и, предположительно, тёмными глазами.
После своего венчания на царство (16 января 1547 года) 16-летний Иван решил жениться и в феврале того же года устроил смотр невест, выбрав Анастасию из большого количества претенденток, свезённых со всей Руси.

Относительно выбора невесты Иоанн повторил тот же способ, который был употреблён при первой женитьбе его отца Василия III и который существовал ещё у византийских императоров. По городам разосланы грамоты к боярам и детям боярским с приказом представить своих детей или родственниц — девиц на смотр наместникам; последние из них выбирали лучших и отсылали в Москву, а здесь между ними уже сам царь выбирал себе невесту. Из толпы собранных красавиц Иван Васильевич выбрал Анастасию Романовну Захарьину-Юрьеву.

Любопытно, что умерший в 1538 году брат покойного Романа, — Захарьин-Юрьев, Михаил Юрьевич, входил в число опекунов над малолетним Иваном Грозным, что возможно, дало «конкурсантке» некоторые преимущества.

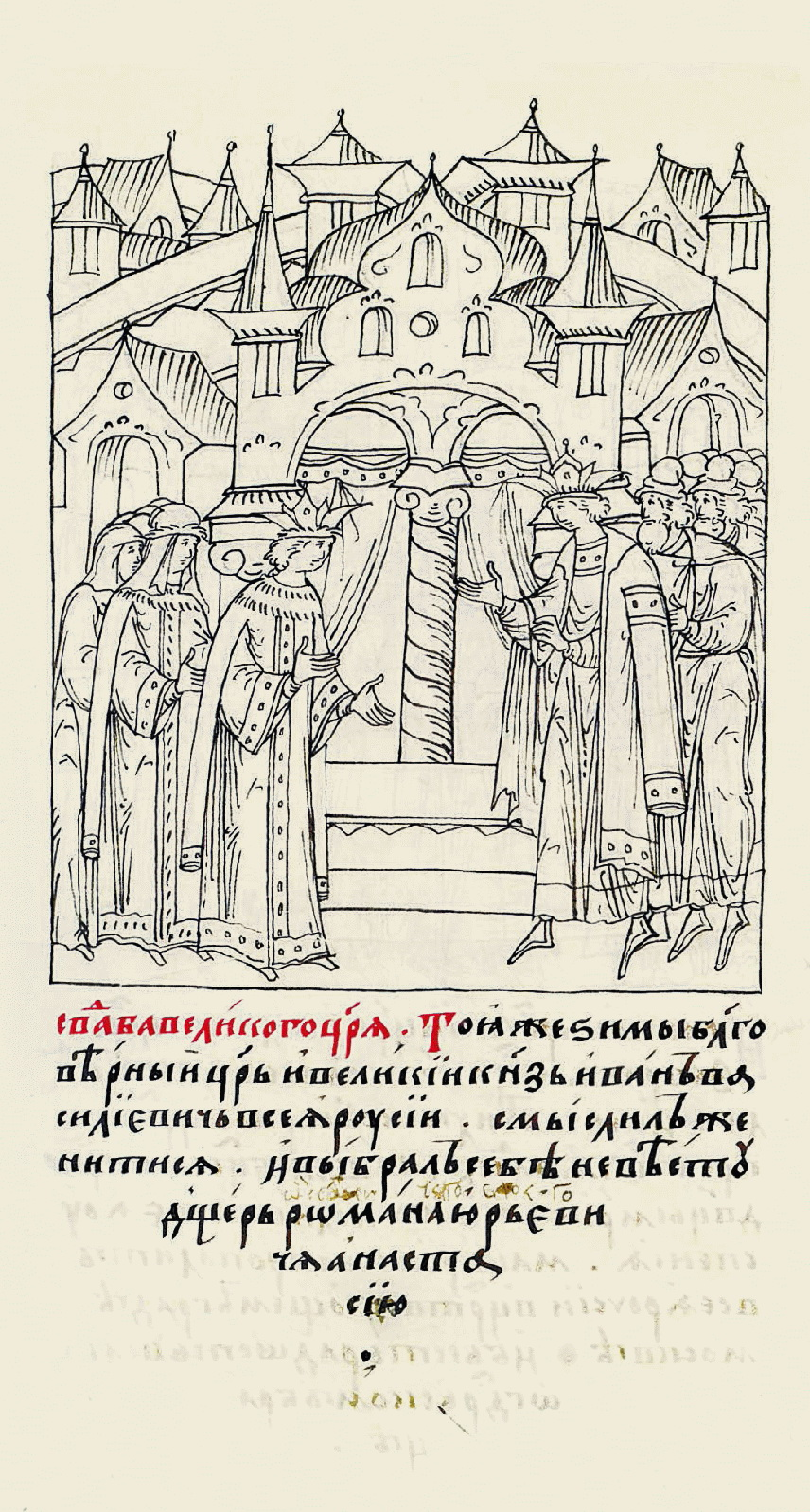
Свадьба Ивана Грозного с Анастасией Романовой. «Царственная книга»

Венчалась с царём 3 февраля 1547 года, таинство совершил митрополит Макарий.

Но не знатность, а личные достоинства невесты оправдывали сей выбор, и современники, изображая свойства её, приписывают ей все женские добродетели, для коих только находили они имя в языке русском: целомудрие, смирение, набожность, чувствительность, благость, соединённые с умом основательным; не говорят о красоте: ибо она считалась уже необходимою принадлежностию счастливой Царской невесты.— Карамзин Н. М. Глава III. Продолжение государствования Иоанна IV. Годы 1546—1552 // История государства Российского. — СПб.: Тип. Н. Греча, 1816—1829. — Т. 8.
Упоминают, что таким образом свершилось пророчество преподобного Геннадия Любимского и Костромского, данное вдове-боярыне Иулиании: «… быть её дочери царицею на Москве».

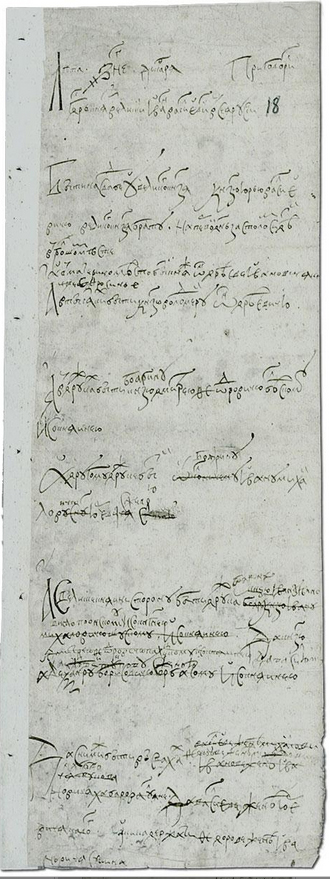
Чиновный свадебный список бракосочетания царя Ивана IV Васильевича

Сохранился Чиновный свадебный список бракосочетания царя Ивана IV Васильевича. В него входит Опись шкатулы с драгоценностями царицы Анастасии Романовны:

Шкатула писана красками желтою, а по ней полосы черны, по сторонам окована. А в той шкатуле 3 скриночки да на верху в похоронке чепи золотые плоские, кресты, зарукавье, 2 пера жемчюжные с каменьи и з жемчюги велики, серги розными образцы цветки с каменьи розными, поясы золотые и жемчюжные, жемчюги которые из дому, образцы золотые, чепи золотые и иное чего, не можно вспомнити, потому что списки тому там же в шкатуле. В той же шкотуле коруна с каменьи различными и з жемчюги. Волосник с окатным жемчюги и с резным каменьем…

Женитьба на неровне была плохо воспринята боярами. Например, князь Семён Лобанов-Ростовский обвинил Ивана Васильевича в том, что «их всех государь не жалует, великих родов бесчестит, а приближает к себе молодых людей, а нас ими теснит; да и тем нас истеснился, что женился, у боярина у своего дочерь взял… рабу свою. И нам как служити своей сестре?».

### Жизнь в браке
По словам летописцев «предобрая Анастасия наставляла и приводила Иоанна на всякия добродетели».
Англичанин Горсей пишет о ней аналогично: «Эта Царица была такой мудрой, добродетельной, благочестивой и влиятельной, что её почитали и любили все подчинённые. Великий князь был молод и вспыльчив, но она управляла им с удивительной кротостью и умом».
Почти не вмешивалась в дела супруга, но заслужила от недоброжелателей сравнение с нечестивой императрицей Евдоксией, гонительницей Златоуста — по аналогии с её неприязнью к Сильвестру. В посланиях к Курбскому царь упрекал бояр в ненависти к Анастасии, которую они сравнивали с Евдоксией; Сильвестру и его друзьям она была «единого ради малого слова непотребна». Курбский, говоря о смерти царицы, упоминает о клевете на Сильвестра и Адашева, «аки бы счаровали еë оные мужи».
Как и было принято в теремах, занималась рукоделием, вышивая пелены, плащаницы, покровцы и воздýхи для церквей. Некоторые из них сохранились по сей день.
Родила шестерых детей, большинство из которых умерло во младенчестве. (см. раздел «Дети»)

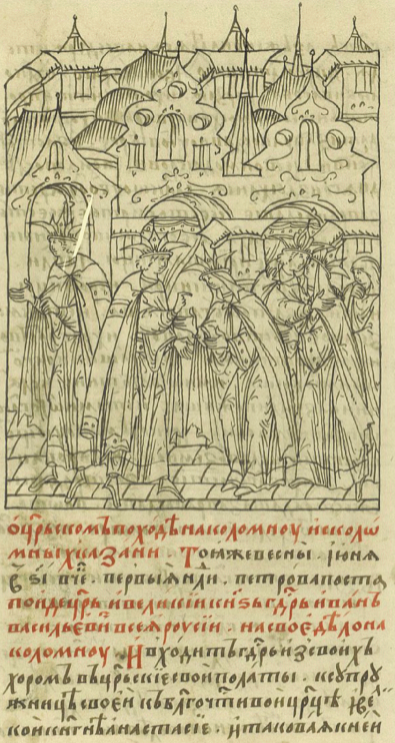
Иван прощается с Анастасией перед походом на Казань

#### Мастерская Анастасии Романовны
Царица активно со своими женщинами занималась вышиванием, из её мастерской выходило множество изделий. «В музеях России сохранилось более полутора десятков шитых произведений, которые по вкладным надписям и художественному стилю можно отнести к мастерской Анастасии Романовны. Они характеризуются роскошью материалов и высокими художественными достоинствами, свидетельствующими о вкусе и таланте хозяйки мастерской».
Работы, выходившие из царской светлицы, отличает особая «историчность» — связь с государственными событиями или с жизнью царской семьи. «В них нашли отражение, как свидетельствуют даты и вкладные надписи, моления о наследнике престола, о победе русского воинства в походах Иоанна Грозного на Казань, идеи утверждения самодержавия московского государя, его богоизбранности и царственного покровительства православным народам. Эти произведения знаменуют собой целую эпоху в художественной жизни Москвы».
Среди них:
- надгробные покровы святителя Ионы, митрополита Московского (ГММК);
- преподобных Кирилла Белозерского (ГРМ);
- Никиты, столпника Переяславского (ВСМЗ);
- плащаница с редкой композицией несения Тела Господа Иисуса Христа ко гробу (ПИАМ);
- хоругви и подвесные пелены с изображениями Богоматери, Св. Троицы, святых Димитрия Солунского, Никиты Воина (ГТГ, ПЗИХМЗ, КБМЗ);
- завеса царских врат с изображением Господа Иисуса Христа Великого Архиерея с предстоящими Богоматерью, св. Иоанном Предтечей и с избранными святыми на каймах (Хиландарский мон-рь, Афон), отправленная царем в числе др. даров в 1555 г. афонским старцам, просившим, чтобы «государь пожаловал взял в царское своё имя монастырь их Хиландар».

К созданию шедевров привлекались знаменщики-иконописцы разных направлений: «исконно московские (покров „Святитель Иона, митрополит Московский“, хоругвь „Великомученик Димитрий Солунский“), так называемой макарьевской школы (покров „Преподобный Никита, столпник Переяславский“), псковичи (плащаница (ПИАМ)), южнославянские мастера (покров „Голгофа“ (СПГИАХМЗ)), что сыграло свою роль в процессе сложения общерусской культуры».

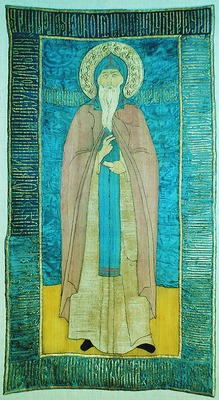
Прп. Никита, столпник Переяславский. Покров (ВСМЗ)
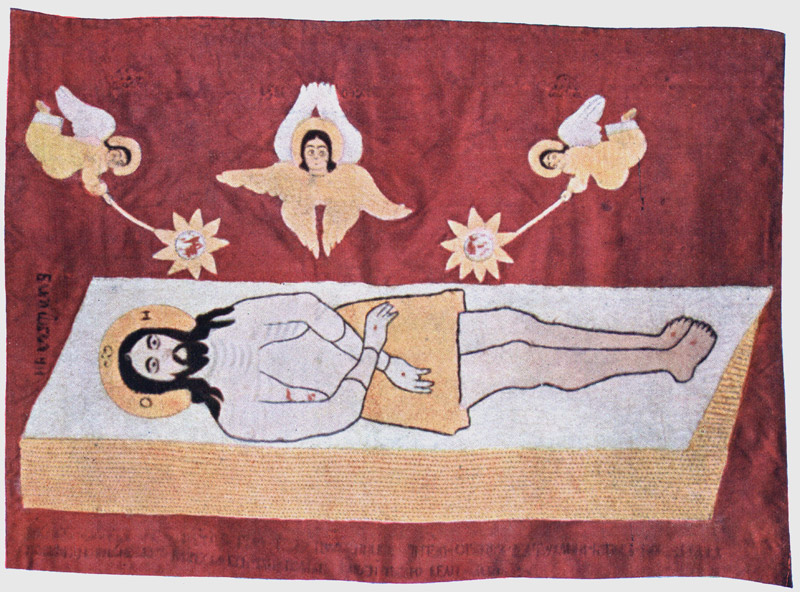
Плащаница, Старица
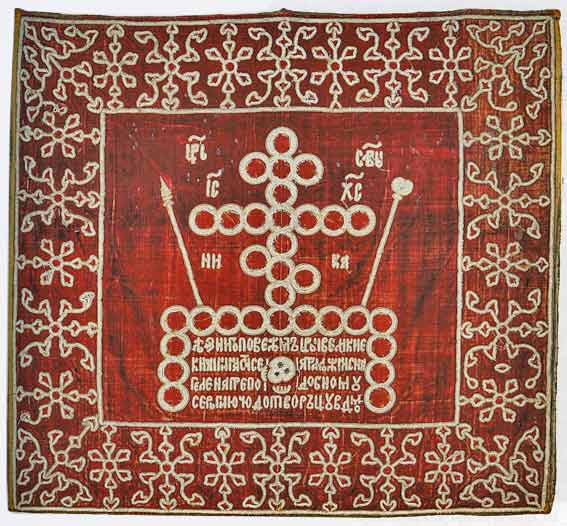
Пелена «Крест на Голгофе», Сергиев Посад
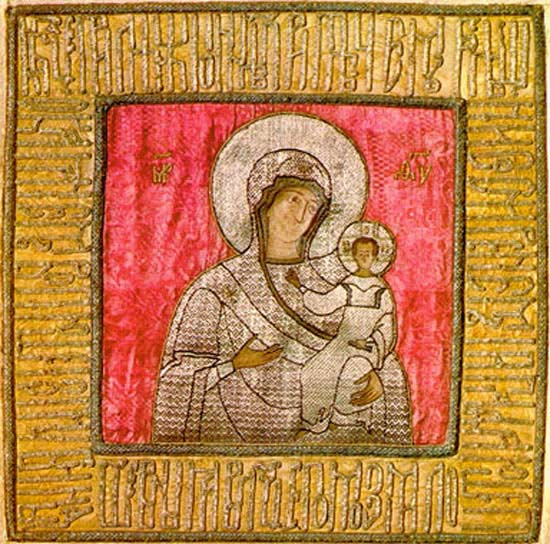
«Богоматерь Одигитрия» и «Никита», хоругвь двухсторонняя, Переяславль-Залесский

#### Смерть

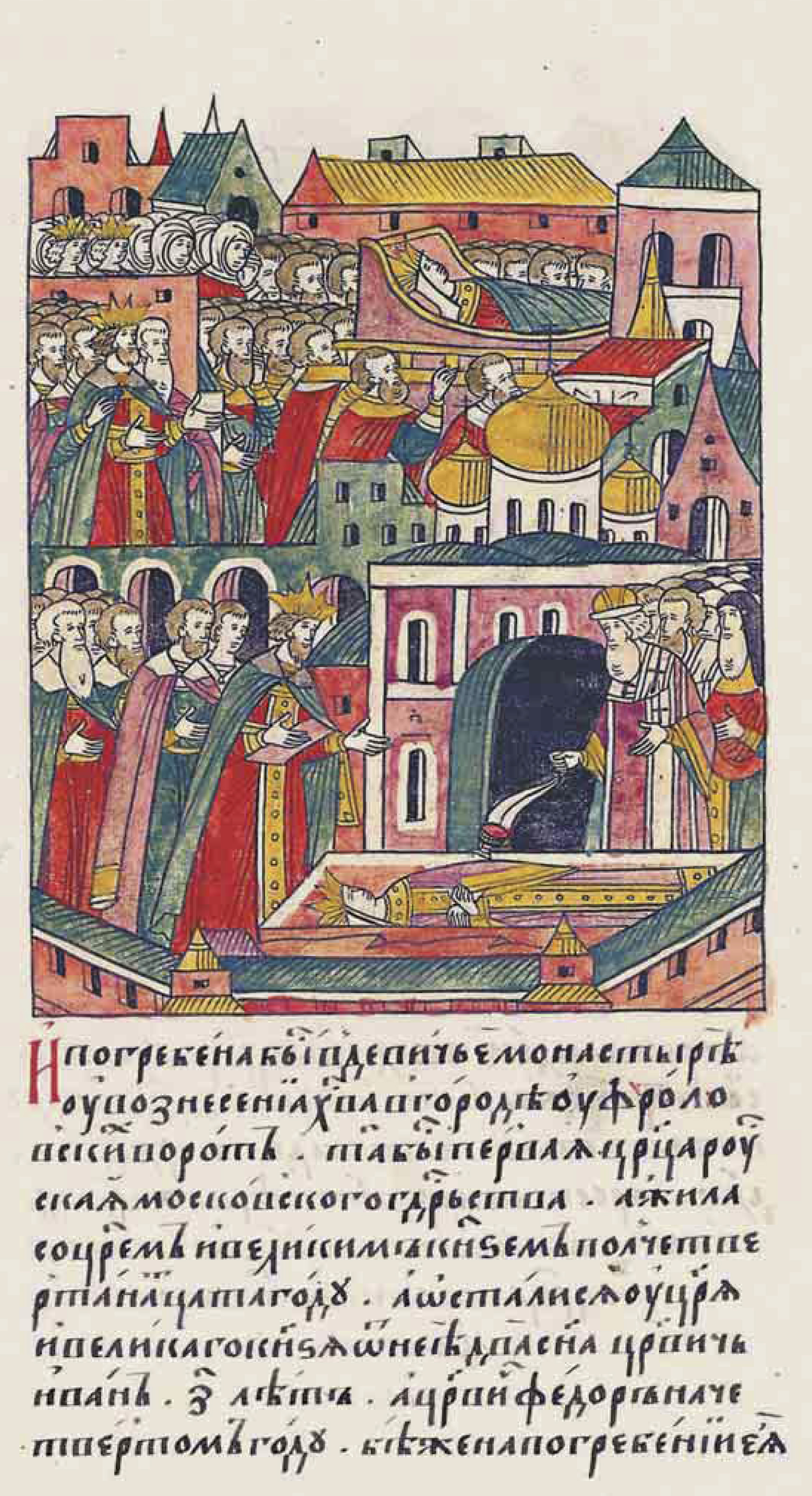
Погребение Анастасии (миниатюра Лицевого летописного свода)

Её здоровье было подорвано частыми родами и болезнями. В 1559 году, на фоне очередной, на этот раз серьëзной, болезни Анастасии, у Ивана Грозного случилось столкновение с кем-то из советников, которых царь подозревал в нерасположении к Захарьиным ещë до инцидента с царицей и которые, со своей стороны, считали Захарьиных главной причиной своего падения.
Из-за московского пожара 1560 года царицу увезли в село Коломенское, где она вскоре скончалась.
Версию об отравлении Анастасии поддерживает ряд исследований её останков, проведённых по инициативе заведующей археологическим отделом музеев Кремля Татьяны Пановой. Вместе со специалистами из Бюро судебно-медицинской экспертизы Комитета здравоохранения Москвы геохимики провели спектральный анализ сохранившейся тёмно-русой косы царицы. В значительной концентрации обнаружены ртуть, мышьяк, свинец. По оценкам учёных, такого количества ртути, которая была главным ядом той эпохи, не могло накопиться даже при ежедневном использовании средневековой косметики (для которой типично было высокое содержание соединений ядовитого металла). «Ртуть зафиксирована не только в волосах, где она оказалась в огромном количестве — 4,8 миллиграмма (в перерасчёте на 100 граммов навески), но и в обрывках погребальной одежды (0,5 миллиграмма) и в тлене (0,3 миллиграмма)». Поднимался вопрос о реконструкции портрета царицы по черепу, но он оказался в недостаточно хорошем для этого состоянии.
Была похоронена в кремлёвском Вознесенском монастыре. На её похороны собралось множество народу, «бяше же о ней плач немал, бе бо милостива и беззлоблива ко всем». На похоронах Иван рыдал и «от великого стенания и от жалости сердца» едва держался на ногах. Всю жизнь он вспоминал об Анастасии с сожалением и сравнивал с ней последующих жён.

Тринадцать лет он наслаждался полным счастием семейственным, основанным на любви к супруге нежной и добродетельной. Анастасия ещё родила сына, Феодора, и дочь Евдокию; цвела юностию и здравием: но в июле 1560 года занемогла тяжкою болезнию, умноженною испугом. В сухое время, при сильном ветре, загорелся Арбат; тучи дыма с пылающими головнями неслися к Кремлю. Государь вывез больную Анастасию в село Коломенское; сам тушил огонь, подвергаясь величайшей опасности: стоял против ветра, осыпаемый искрами, и своею неустрашимостию возбудил такое рвение в знатных чиновниках, что Дворяне и Бояре кидались в пламя, ломали здания, носили воду, лазили по кровлям. Сей пожар несколько раз возобновлялся и стоил битвы: многие люди лишились жизни или остались изувеченными. Царице от страха и беспокойства сделалось хуже. Искусство медиков не имело успеха, и, к отчаянию супруга, Анастасия 7 августа, в пятом часу дня, преставилась… Никогда общая горесть не изображалась умилительнее и сильнее. Не Двор один, а вся Москва погребала свою первую, любезнейшую Царицу. Когда несли тело в Девичий Вознесенский монастырь, народ не давал пути ни духовенству, ни вельможам, теснясь на улицах ко гробу. Все плакали, и всех неутешнее бедные, нищие, называя Анастасию именем матери. Им хотели раздавать обыкновенную в таких случаях милостыню: они не принимали, чуждаясь всякой отрады в сей день печали. Иоанн шёл за гробом: братья, князья Юрий, Владимир Андреевич и юный царь Казанский, Александр, вели его под руки. Он стенал и рвался: один митрополит, сам обливаясь слезами, дерзал напоминать ему о твёрдости христианина… Но ещё не знали, что Анастасия унесла с собою в могилу!
Здесь конец счастливых дней Иоанна и России: ибо он лишился не только супруги, но и добродетели, как увидим в следующей главе.

#### Последствия кончины

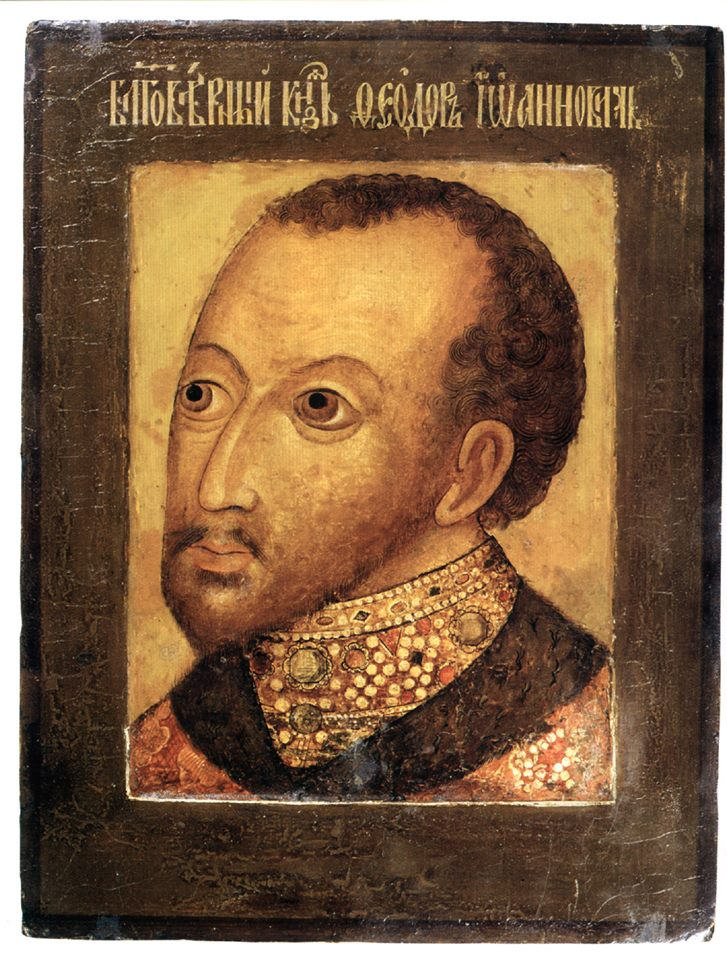
Единственный переживший отца сын Анастасии — царь Фёдор

Смерть Анастасии Романовны, наступившая при обстоятельствах, позволяющих предположить отравление, стала причиной резкого психологического кризиса Ивана Грозного; подозревая окружающих в её убийстве, он начал первую заметную кампанию против бояр и ближних советников (до 1560 года отношения Ивана с высокопоставленными придворными уже были достаточно напряжёнными).
Сам царь во втором послании к Курбскому писал: «… а и с женою меня вы про что разлучили? Только бы у меня не отняли юницы моея, ино бы Кроновы жертвы не было». Также Иван указывал, что «и отравами царицу Анастасию изведоша».
Князь Курбский в «Истории о великом князе Московском» писал, что в смерти жены, вызванной, по мнению Иоанна Грозного, «чародейством», царь обвинил своих бывших советников, священника Сильвестра и А. Ф. Адашева. Доказательств прямых не было, кроме показаний польки Магдалены, тайной католички, жившей в доме Адашева, которые были добыты под пыткой. На совместном заседании Боярской думы и освященного Собора во главе со святителем Макарием, митрополитом Московским, обвиняемые были осуждены.
Со смертью же царицы Анастасии царь стал гневлив и весьма блудлив: «умершей убо царице Анастасии нача царь яр быти и прелюбодействен зело».

### Дети
1. Анна (10 августа 1549 — 20 июля 1550)
2. Мария (17 марта 1551 — 8 декабря 1552)
3. Дмитрий (Старший) (11 октября 1552 — 4 июня 1553), наследник отца, младенец случайно погиб
4. Иван (28 марта 1554 — 19 ноября 1581)
5. Евдокия (26 февраля 1556 — июнь 1558)
6. Фёдор (11 мая 1557 — 7 января 1598), с 1584 года — царь[20].

## В кинематографе
- В фильме «Иван Грозный» (1944), актриса — Людмила Целиковская. По фильму Анастасия умирает от яда, подсыпанного Ефросиньей Старицкой.
- В фильме «Царь Иван Грозный» (1991), актриса — Ольга Дроздова.
- В 16-серийном телесериале «Иван Грозный» (2009), актриса — Мария Шашлова.
- В 8-серийном телесериале Грозный (2020) — актриса Татьяна Лялина.